# Ted Curson
Theodore "Ted" Curson (3 de junio de 1935 - 4 de noviembre de 2012) fue un trompetista de jazz estadounidense. Quizás fue más conocido grabando y tocando con Charles Mingus.

## Trayectoria
Curson nació en Filadelfia, Pensilvania. Se interesó en tocar la trompeta después de ver a un vendedor de periódicos tocando una trompeta de plata. Sin embargo su padre, prefería que tocara el saxofón alto como Louis Jordan. Por último, cuando Ted tenía 10 años, recibió una trompeta de segunda mano.
Curson murió el 4 de noviembre de 2012 en Montclair, Nueva Jersey.

## Discografía

### Como líder
- 1961: Plenty of Horn
- 1962: Fire Down Below (Prestige Records)
- 1964: Tears for Dolphy (Black Lion Records)
- 1964: Flip Top (Freedom Records)
- 1965: The New Thing and the Blue Thing (Atlantic Records)
- 1966: Urge (Fontana)
- 1970: Ode to Booker Ervin (EMI)
- 1971: Pop Wine
- 1973: Typical Ted (Trident Records)
- 1973: Cattin' Curson
- 1974: Quicksand (Atlantic Records)
- 1976: Blue Piccolo (Whynot Records)
- 1976: Ted Curson and Co. (India Navigation)
- 1978:  'Round About Midnight
- 1979: Snake Johnson (Chiaroscuro Records)
- 1980: I Heard Mingus
- 1990: Travelling On
- 2007: In Paris - Live At The Sunside (Blue Marge)

### Como acompañante
Con Charles Mingus
- Mingus Revisited (Mercury 1960)
- Mingus at Antibes (Atlantic)
- Charles Mingus Presents Charles Mingus (Candid, 1960)

Con Sal Nistico
- Neo / Nistico (Bee Hive Records)

Con Archie Shepp
- Fire Music (Impulse!, 1965)

Con Cecil Taylor
- Love for Sale (1959)

Con Andrzej Trzaskowski
- Seant (1966)

Con The Clinic Sextet
- Studio Live (Fifty Fifty Records 2006)

Con Spirit Of Life Ensemble
- Live Au Duc (Rise Up Productions 2001)
- Planet Jazz (Rise Up Productions 2009)

Con Nick Brignola and Pepper Adams
- Baritone Madness (Bee Hive)